# Lekkoatletyka na Letnich Igrzyskach Paraolimpijskich 2012 – 200 metrów T37 mężczyzn
W biegu na 200 metrów kl. T37 mężczyzn podczas Letnich Igrzysk Paraolimpijskich 2012 rywalizowało ze sobą 11 zawodników. W konkursie udział wzięły osoby z porażeniem mózgowym, posiadające problemy z koordynacją ruchową w połowie swojego ciała.

## Wyniki

### Eliminacje
Bieg 1
| Poz. | Zawodnik          | Narodowość      | Rezultat | Uwagi |
| ---- | ----------------- | --------------- | -------- | ----- |
| 1    | Roman Kapranow    | Rosja           | 23,24    | Q, PR |
| 2    | Shang Guangxu     | Chiny           | 23,33    | Q     |
| 3    | Omar Monterola    | Wenezuela       | 23,64    | Q     |
| 4    | Sofiane Hamdi     | Algieria        | 24,39    | q     |
| 5    | Rhys Jones        | Wielka Brytania | 24,39    | q     |
| 6    | Marcel Houssimoli | Vanuatu         | 30,12    |       |

Bieg 2
| Poz. | Zawodnik                 | Narodowość        | Rezultat | Uwagi |
| ---- | ------------------------ | ----------------- | -------- | ----- |
| 1    | Liang Yongbin            | Chiny             | 23,78    | Q     |
| 2    | Fanie van der Merwe      | Południowa Afryka | 23,83    | Q     |
| 3    | Gocza Kugajew            | Rosja             | 24,20    | Q     |
| 4    | Mostafa Fathalla Mohamed | Egipt             | 24,58    |       |
| 5    | Lucas Ferrari            | Brazylia          | 25,51    |       |

### Finał
| Poz. | Zawodnik            | Narodowość        | Rezultat | Uwagi |
| ---- | ------------------- | ----------------- | -------- | ----- |
| 1    | Roman Kapranow      | Rosja             | 23,10    | =WR   |
| 2    | Shang Guangxu       | Chiny             | 23,15    |       |
| 3    | Omar Monterola      | Wenezuela         | 23,34    |       |
| 4    | Liang Yongbin       | Chiny             | 23,40    |       |
| 5    | Sofiane Hamdi       | Algieria          | 23,67    |       |
| 6    | Fanie van der Merwe | Południowa Afryka | 23,79    |       |
| 7    | Gocza Kugajew       | Rosja             | 24,13    |       |
| 8    | Rhys Jones          | Wielka Brytania   | 24,68    |       |